# Gustaf-Adolf Holmberg
Gustaf-Adolf Holmberg, född 28 augusti 1915 i Västanfjärd, död 28 mars 1996, var en finländsk kemist.
Holmberg blev student 1934, filosofie kandidat 1943, filosofie magister 1948, filosofie licentiat och filosofie doktor 1949 och docent 1950. Han var assistent i organisk kemi vid Åbo Akademi 1938–1941 och 1944–1954, personell lektor 1954–1963 och professor i kemi, företrädesvis organisk kemi, 1963–1978. Han var lärare vid Svenska klassiska lyceet 1945–1946, vid Högre svenska lantbruksläroverket 1949–1953 och vid Handelshögskolan vid Åbo Akademi 1951–1953. Han var sekreterare i Kemiska sällskapet i Åbo 1945 och 1949 samt sällskapets ordförande 1951.